# Voorhuwelijkssparen
Voorhuwelijkssparen was in  Vlaanderen een belangrijke manier van sparen, voor jongeren in de twintigste eeuw.
Vanaf zijn 14de jaar kon iedereen een zeker bedrag sparen. Dit gebeurde meestal via de mutualiteit. Op het moment van het huwelijk of op zijn 30e jaar kon dat geld dan opgenomen worden. De regeling was zo dat indien men inderdaad huwde voor zijn 30e jaar het een zeer voordelige manier van sparen was. Later is het ook uitgebreid naar verschillende vormen van ongehuwd samenwonen.
Vanaf 2011 besloten de meeste mutualiteiten dit systeem te laten uitdoven.

## Trivia
Bekend grapje was: bewust een taalfout maken en één “s”  “vergeten”.